# Dominique Daguet
Pour les articles homonymes, voir Daguet.
Dominique Daguet, né le 22 septembre 1938 à Paris et mort le 1er novembre 2021 à Bouchemaine, est un écrivain, poète et journaliste français.

## Biographie
Dominique Daguet est le créateur et l’animateur de la revue Les Cahiers bleus publiée à Troyes (revue créée en 1975). 
Il a obtenu le prix Fénéon en 1960 pour son ouvrage Soleil et Lune. Depuis 1960, il a publié une cinquantaine d'ouvrages.
Il fut le secrétaire de Jean Paulhan et professeur d’art dramatique et de diction poétique au Conservatoire de Troyes.

## Pour approfondir